# Тафуа-уполу
Тафуа-уполу — активний шлаковий конус в районі Аана на острові Уполу в Самоа . Назва тафуа походить від тонганського tofua (вогняна гора або вулкан).  Радіовуглецеве датування показує, що востаннє виверження вулкану відбулося між 1300 і 1395 роками нашої ери. 